# 柳登
柳 登（りゅう とう、生年不詳 - 822年）は、唐代の官僚。字は成伯。本貫は蒲州河東県。

## 経歴
右司郎中・集賢院学士の柳芳の子として生まれた。若くして学問をたしなみ、弟の柳冕とともに該博な知識で知られた。六十数歳になって仕官し、膳部郎中に累進した。元和初年、大理寺少卿となり、刑部侍郎の許孟容ら7人とともに、憲宗の命を受けて開元以後の勅格を改定した。二度異動して太子右庶子となった。老病のため秘書監に転じたが受けず、右散騎常侍として致仕した。長慶2年（822年）、死去した。享年は九十数歳。工部尚書の位を追贈された。
子に柳璟があった。

## 伝記資料
- 『旧唐書』巻149 列伝第99
- 『新唐書』巻132 列伝第57